# Plain City, Ohio
Plain City är en ort (village) i Madison County, och Union County, i Ohio. Vid 2010 års folkräkning hade Plain City 4 225 invånare.